# RCD Cup 1969
De RCD Cup 1969 was het 3e voetbaltoernooi van de RCD/ECO cup, voor landen van de die lid zijn van de Organisatie voor Economische Samenwerking. Het werd gespeeld tussen 10 en 17 september 1969 in Ankara, Turkije. Het toernooi werd voor de tweede keer gewonnen door Turkije.

## Eindstand
| Pos | Land     | Wed | Win | Gel | Ver | DV | DT | +/− | Pnt |
| --- | -------- | --- | --- | --- | --- | -- | -- | --- | --- |
| 1   | Turkije  | 2   | 2   | 0   | 0   | 8  | 2  | +6  | 4   |
| 2   | Iran     | 2   | 1   | 0   | 1   | 4  | 6  | −2  | 2   |
| 3   | Pakistan | 2   | 0   | 0   | 2   | 4  | 8  | −4  | 0   |

## Wedstrijden
|                                                        |                                                           |              |                         |                                                                      |
| 10 september 1969 «onderlinge duels» 19:45 uur (UTC+2) | Turkije                                                   | 4 – 2        | Pakistan                | Ankara 19 Mayısstadion, Ankara Scheidsrechter: Ferdi Ali Donal (IRN) |
| 10 september 1969 «onderlinge duels» 19:45 uur (UTC+2) | Fevzi Zemzem 17' Can Bartu 44', 65' Sanlı Sarıalioğlu 75' | Externe link | 8' Maula 60' Ali Nowzad | Ankara 19 Mayısstadion, Ankara Scheidsrechter: Ferdi Ali Donal (IRN) |

|                                                    |                                                         |              |                        |                                                                                   |
| 13 september 1969 00:00 (UTC−3) «onderlinge duels» | Iran                                                    | 4 – 2        | Pakistan               | Ankara 19 Mayısstadion, Ankara Toeschouwers: 7.000 Scheidsrechter: Bagatter (TUR) |
| 13 september 1969 00:00 (UTC−3) «onderlinge duels» | Hossein Kalani 9', 14' Gholam Hossein Mazloumi 47', 67' | Externe link | 75' Ayub Dar 78' Baray | Ankara 19 Mayısstadion, Ankara Toeschouwers: 7.000 Scheidsrechter: Bagatter (TUR) |

|                                                    |                                                   |              |      |                                                                                      |
| 17 september 1969 00:00 (UTC−3) «onderlinge duels» | Turkije                                           | 4 – 0        | Iran | Ankara 19 Mayısstadion, Ankara Toeschouwers: 40.000 Scheidsrechter: Afrar Khan (PAK) |
| 17 september 1969 00:00 (UTC−3) «onderlinge duels» | Ender Konca 12', 29' Can Bartu 32' Metin Kurt 41' | Externe link |      | Ankara 19 Mayısstadion, Ankara Toeschouwers: 40.000 Scheidsrechter: Afrar Khan (PAK) |